# Peter Hersleb Harboe Castberg

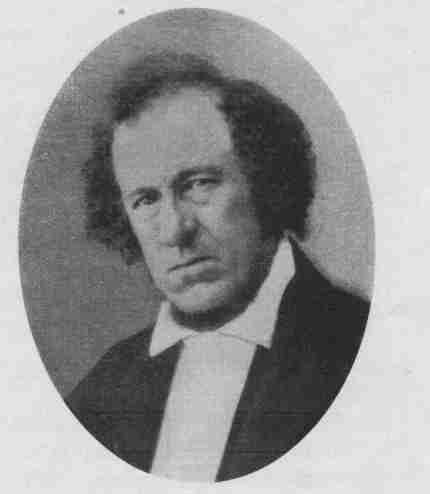
Peter Hersleb Harboe Castberg (1794–1858)

Peter Hersleb Harboe Castberg (auch Peter Harboe Castberg; * 22. Juli 1794 in Bergen; † 10. Juni 1858 in Kopenhagen) war ein norwegischer Offizier, Pfarrer, Bürgermeister und Parlamentsabgeordneter. Er diente 19 Jahre in der Armee und 31 Jahre in der Kirche und hinterließ zahlreiche prominente Nachkommen.

## Familie
Peter Hersleb Harboe Castberg war der Sohn des magasinforvalter (Magazinverwalters) in Bergen, später in Fredriksten (Fredrikshald), Leutnant Tycho Didrich Castberg (1755–1801) und Helene Margaretha Calmeyer (1764–1830).
Er heiratete im Pfarrhaus von Larvik am 4. Juni 1815 Anne Margrethe Zimmer Henckell (* 18. Juli 1793 in Samsø, Dänemark; † 24. November 1854 in Sandeherred, heute Sandar). Sechs Kinder aus dieser Ehe erreichten das Erwachsenenalter, nämlich Tycho Fredrik Edvard (1818–1847), Anton Theodor (1825–1856), Helene Augusta Elisabeth (1825–1906, verheiratet mit Conrad Krebs), Johan Christian Tandberg (1827–1899), Petra Christine Margrethe Bing, verheiratete Lange (1831–1911), Christopher (1833–1900).
Mit seinen Nachkommen gründete Peter Hersleb Harboe Castberg einen weiteren kräftig wachsenden Zweig des auf Tyge Nielssøn Castberg (ca. 1610–1687) zurückgehenden prominenten Geschlechts der Castberg: Über den Sohn Johan Christian Tandberg Castberg wurde er Großvater des Politikers Johan Castberg, der Frauenrechtlerin Hanna Castberg von der Lippe und des Violinisten Torgrim Castberg sowie Urgroßvater des Juristen Frede Castberg, des Theaterdirektors Frits von der Lippe, der Publizistin Katti Wankel und des Malers Johan Christian Castberg.
Peter Hersleb Harboe Castberg wird in einigen Quellen auch als Peter Harboe Castberg bezeichnet, was gelegentlich zur Verwechslung mit dem gleichnamigen Enkel führt (Sohn von Tycho Fredrik Edvard Castberg und selbst ein einflussreicher Banker).

## Karriere

### Offizier der norwegischen Armee

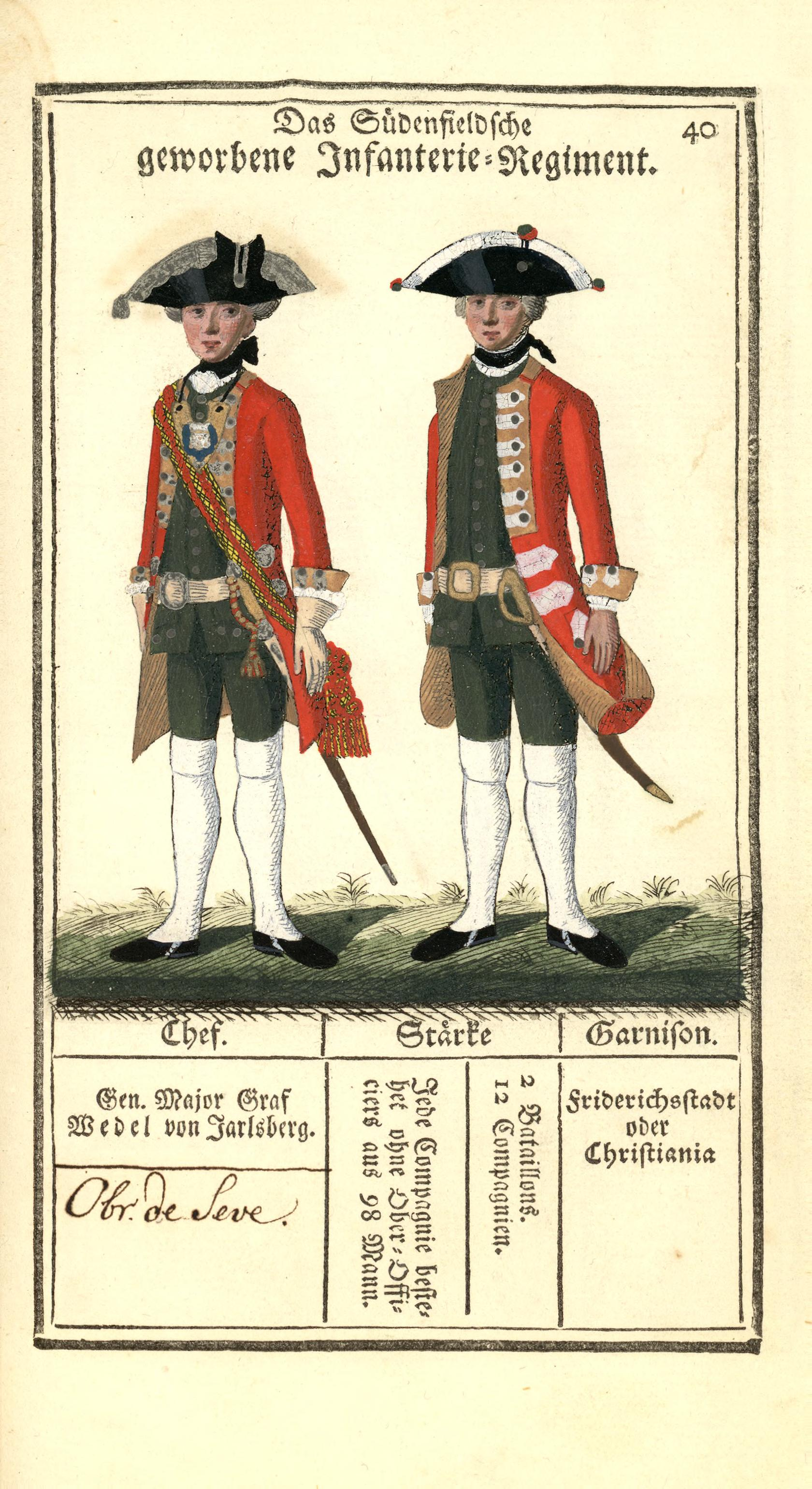
Uniform des Søndenfjeldske infanteriregiment, in der Peter Hersleb Harboe Castberg ab 1808 diente

Am 7. April 1804, noch keine zehn Jahre alt, trat der junge Castberg als Kadett in das Landkadetkorpset (Landkadettenkorps) ein. Dies geschah auf seinen eigenen Wunsch; er „sah das Glück des Lebens darin, ein Offizier zu werden“, wie er sich als Erwachsener erinnert. Am 26. Februar 1808 schloss er die Kadettenanstalt ab und wurde ab dem 1. April 1808 zum Fenrik å la suite (Fähnrich à la suite) im Søndenfjeldske infanteriregiment ernannt. Gleichzeitig war er (bis zum 8. Januar 1810) im Landkadettenkorps als 3. Repetent beschäftigt. Am 14. September 1808 wurde er zum Sekondløytnant befördert, zunächst nur charakterisiert (unbesoldet), ab dem 7. März 1810 auch wirklich.
In seiner Autobiografie schreibt er: „Ich blicke nicht mit ungetrübter Zufriedenheit auf die sechs Jahre zurück, die ich an der Akademie verbracht habe. Ich habe wenig gelernt, während die Verblendungen der Zeit und die Nahrung, die die militärische Erziehung der Eitelkeit gab, meinem sehr lebhaften Geist geschadet haben.“
Das Bataillon wurde im April und Mai 1810 nach Christiania verlegt, um dort Unruhen unter der Bevölkerung vorzubeugen. Anschließend befand es sich in Frederiksvern (heute Stavern). Hier lernte Peter Castberg seine spätere Frau kennen, die bei ihrem Onkel, Generalmajor O. H. Schleppegrell, auf dem Gut Brunla bei Larvik lebte.
Am 4. April 1811 wurde Castberg zum Premierløytnant (Oberleutnant) befördert und am 4. Juli desselben Jahres – zusammen mit seinem älteren Bruder und einigen anderen Offizieren – mit der Landvermessung im Bezirk Larvik beauftragt, was ihm erneut Besuche auf dem Gut Brunla ermöglichte. Im Frühjahr 1812 wurde er vorübergehend beurlaubt, um in Kopenhagen die Vermesserprüfung abzulegen, musste den Aufenthalt aber nach drei Monaten wegen des drohenden Russlandfeldzugs Napoleons abbrechen. Er war am norwegischen Krieg gegen Schweden im Sommer 1814 beteiligt, in dem sein Bataillon der Staffeldt-Brigade unterstellt war und in Tønsberg, an der Kjølberg-Brücke, bei Moss und Isebro eingesetzt wurde. Nach dem Waffenstillstand vom 14. August kehrte das Søndenfjeldske infanteriregiment in seine alte Garnison in Fredrikshald zurück.

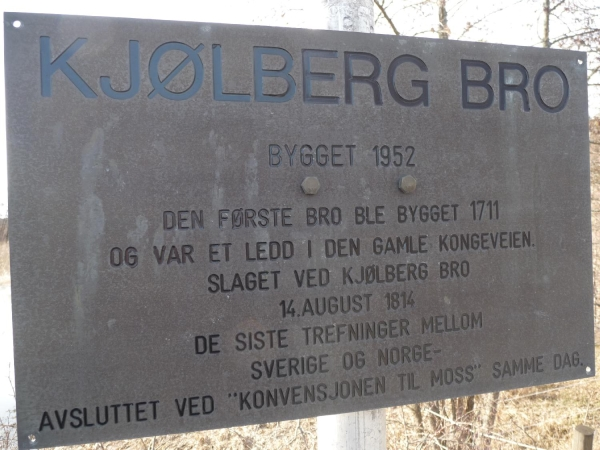
Gedenktafel für die Schlacht an der Brücke von Kjölberg am 14. August 1814. Castberg war an der Schlacht beteiligt.

Mit der Reorganisation der Armee 1818 wurde Peter Castberg in die 1. Akershusiske Brigade versetzt und am 12. Februar 1818 als Adjutant zum 4. Gevorbne korps in Fredrikstad beordert. In dieser Zeit ließ sein Interesse am Militärberuf nach und er widmete seine freie Zeit der Vorbereitung auf das Examen artium (Abitur). Durch privaten Unterricht bei Hans Riddervold vorbereitet, bestand er 1823 dieses Examen med laud (mit Lob), das zweite Examen im Folgejahr mit præ ceteris (mit Auszeichnung). „Nach einigen Zweifeln begann er mit dem Studium der Theologie.“
Nachdem er 1826 mit der Note Haud illaudabilis (nicht beunruhigend = befriedigend) die Theologieprüfung bestanden hatte, richtete er sein Rücktrittsgesuch ein, das am 11. Mai 1827 angenommen wurde. Er war nun 34 Jahre alt und war 19 Jahre bei der Armee gewesen.

### Pfarrer und Parlamentsabgeordneter
Am 25. Oktober 1827 erhielt Peter Hersleb Harboe Castberg die Pfarrstelle von Kviteseid in Telemark. Der Kirchenhistoriker Jon Lauritz Qvisling (1844–1930) würdigt Castbergs Wirken als Beginn einer neuen Ära in Kviteseid, in der Trunksucht und Kartenspiel zurückgingen. Am 12. September 1833 wurde Castberg als Pfarrer nach Larvik versetzt, und am 31. Juli 1846 nach Sandeherred in Vestfold (heute Sandar).
Schon in Kvideseid begann Castbergs politische Laufbahn. Fünf Mal hintereinander wurde er in das Storting gewählt; 1830 und 1833 für das Bratsberg Amt (heute Telemark), 1836, 1839 und 1842 für den Wahlbezirk Larvik et Sandefjord. In allen Sitzungsperioden war er Mitglied des Militärausschusses und ab 1833 auch dessen Vorsitzender. 1831 war er in der Katasterkommission für Øvre Telemark. 1833 war er im Ausschuss für die Kjøbstadsskatten (Grunderwerbssteuer), 1836 und 1839 im Wahlausschuss, 1840 in der königlichen Kommission für das Straßengesetz. Er gehörte zur Deputation, die 1833 anlässlich der geplanten Krönung ernannt wurde. Nach der Verabschiedung der Formannskapslovene (Gemeindeverwaltungsgesetze) war er 1837 bis 1838 der erste Bürgermeister der neu geschaffenen Kommune Larvik (erneut gewählt 1840).

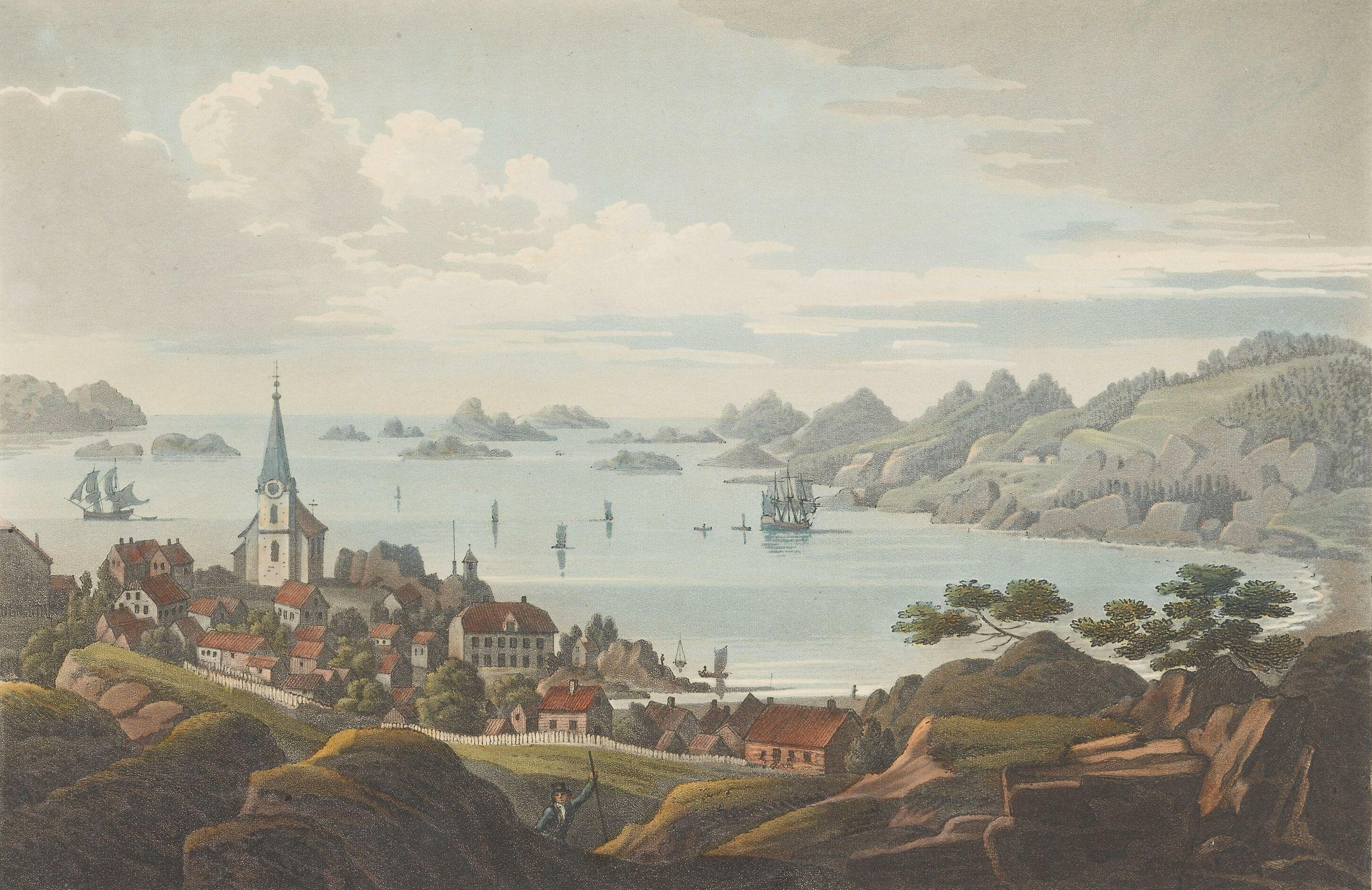
John William Edy: Larvig. Hier war Castberg 1833–1846 Pfarrer

Im Storting stimmte Castberg 1836, 1839 und 1842 für die gänzliche Abschaffung des Konventikelplakaten (Konventikelgesetz) von 1741, das Versammlungen und die Predigt von Laien nur unter der Aufsicht des örtlichen Pfarrers erlaubte. 1839 schlug er erfolglos eine Reform der Militärschulen und deren Öffnung für die Allgemeinheit vor. Seine liberale Einstellung und Sympathie für die 1839 aufgeworfene „jüdische Frage“ wird von Henrik Wergeland mit großer Wertschätzung erwähnt. Sein alter Freund Riddervold, inzwischen Staatsrat des Kirchen- und Schulministeriums, bot ihm 1848 das Amt des Bischofs von Tromsø an. Castberg lehnte ab, „nicht nur, weil ich in meinem Alter und mit meiner großen Familie nicht so hoch in den Norden gehen wollte, sondern auch, weil ich mich eines solchen Amtes nicht würdig fand.“ Am 21. August 1855 wurde er vom König zum Ritter des Sankt-Olav-Ordens ernannt.
„Im Jahr 1858 reiste er nach Kopenhagen, um seine Tochter, Frau Krebs, zu besuchen. Hier erlitt er einen Schlaganfall, der sein Leben nach einigen Tagen Krankenhausaufenthalt beendete. Sein Sarg wurde nach Sandherred überführt, wo er am 18. Juni 1858 beigesetzt wurde.“

## Veröffentlichte Schriften
(Quelle: )
- Prædiken over 8de Cap. 1–3 af Math. Evang. den 3die Søndag efter Hellig-Tre-Kongers Dag 1851. Laurvig (ohne Jahr).
- Prædiken holdt den 17de Søndag efter Trefoldighed 1854, over Luc. Ev. 14. Cap. 1–22, i Sandeherreds Kirke. Laurvig (ohne Jahr).
- De i Sandeherreds Kirke den 5te October 1856 til de Unge, som da fornyede deres Daabsløfte, talte Ord. (ohne Ort und Jahr).
- Tre i Sandeherreds Kirke Aar 1856 holdte og Sandeherreds Menigheb tilegnede Prædikener. Arendal 1857.
- To Prædikener holdte Aar 1857 i Sandeherreds Kirke. Christiania 1857.
- I Rigstidende 1829, No. 39: Til en agtet dybsaaret Familie.
- I Morgenbladet
  - 1830, No. 63: Forslag til Storthinget om Henstand med Skatterne i Bratsbergs Amt.
  - 1832, No. 107: Bemærkninger ved en Afhandling i f. Bl. No. 73 og 74 om ubetinget Stillingsret i Hæren og Flaaden.
- I Storthings-Forhandlinger 1830, August, No. 2. S. 311–324: Dissenterende Votum (polemiserende mod et lignende Votum af I. I Broch) ang. den kgl. Prop. til Lov om Værnepligt og Sessjonsvæsen.